# Placówka Straży Celnej „Chyżne”

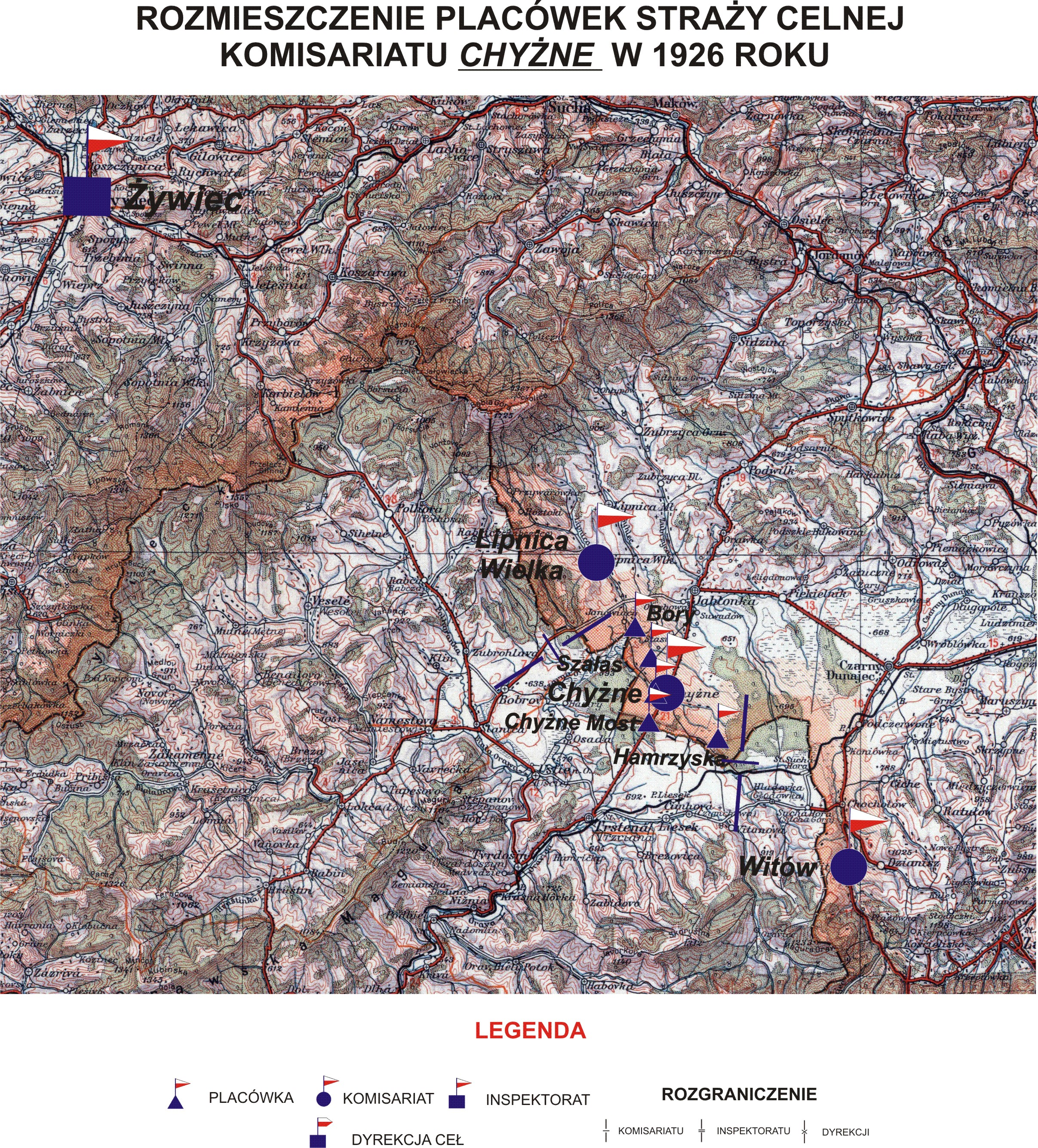
Rozmieszczenie placówek SC Komisariatu Chyżne w 1926

Placówka Straży Celnej „Chyżne” – jednostka organizacyjna Straży Celnej pełniąca w okresie międzywojennym służbę ochronną na granicy polsko-czechosłowackiej.

## Formowanie i zmiany organizacyjne
Na wniosek Ministerstwa Skarbu, uchwałą z 10 marca 1920 roku, powołano do życia Straż Celną. Jednostki Straży Celnej rozpoczęły przejmowanie odcinków granicy od pododdziałów Batalionów Celnych. W 1922 roku w Jabłonce stacjonował sztab 1 kompanii 8 batalionu celnego. Kompania wystawiała również placówkę w Chyżnem. Proces tworzenia Straży Celnej trwał do końca 1922 roku. Placówka Straży Celnej „Chyżne” weszła w podporządkowanie komisariatu Straży Celnej „Chyżne” z Inspektoratu SC „Żywiec”.
W drugiej połowie 1927 roku przystąpiono do gruntownej reorganizacji Straży Celnej. W praktyce skutkowało to rozwiązaniem tej formacji granicznej. Ochronę północnej, zachodniej i południowej granicy państwa przejęła powołana z dniem 2 kwietnia 1928 roku Straż Graniczna.
Rozkazem nr 7 z 25 września 1929 roku w sprawie reorganizacji i zmian dyslokacji Małopolskiego Inspektoratu Okręgowego komendant Straży Granicznej płk Jan Jur-Gorzechowski powołał komisariatu SG „Jabłonka”. Placówka Straży Granicznej I linii „Chyżne” znalazła się w jego strukturze.

## Funkcjonariusze placówki
Kierownicy placówki
| stopień    | imię i nazwisko, numer   | okres pełnienia służby | kolejne stanowisko |
| ---------- | ------------------------ | ---------------------- | ------------------ |
| przodownik | Kazimierz Korzonek (152) | był w 1926             |                    |

Obsada personalna placówki w 1926:
- przodownik Kazimierz Korzonek (152)
- strażnik Franciszek Marek (1923)
- strażnik Kazimierz Bar (1791)
- strażnik Jan Szymczak (1637)
- strażnik Andrzej Mąkowski (573)